# Direct provision

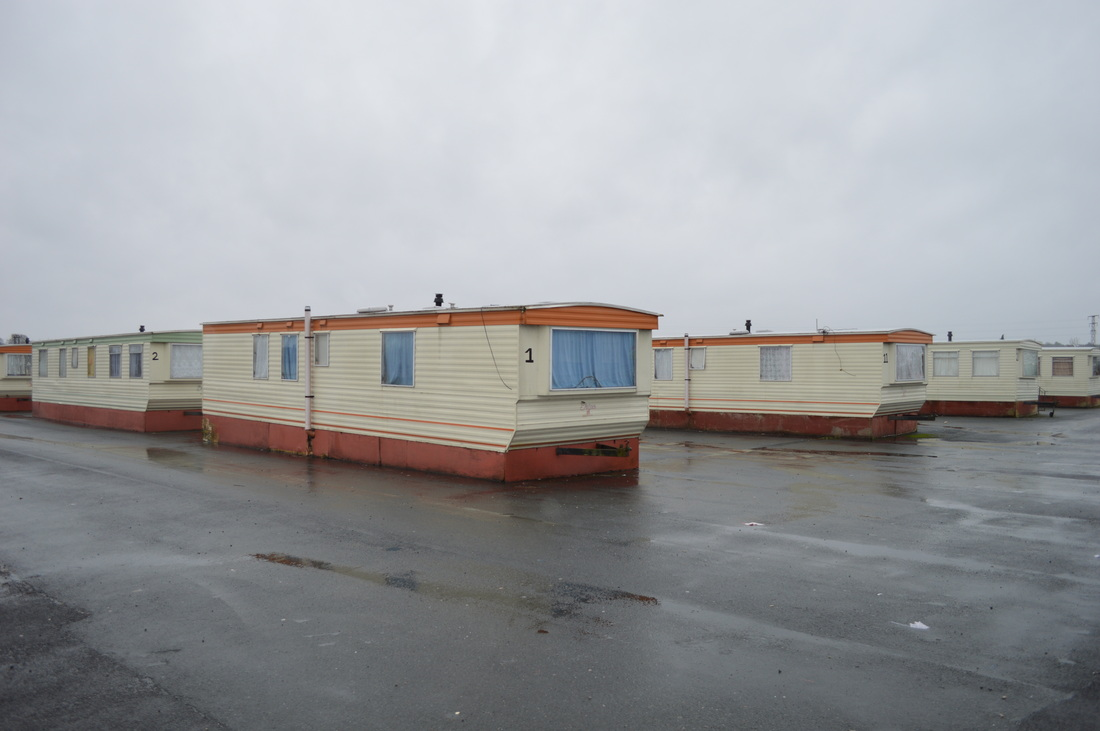
Un centre DP à Lissywollen, Athlone, en 2013 - l'un des 34 centres de ce type en Irlande.

Direct Provision  (DP, en irlandais : Soláthar Díreach) est un système d' hébergement des demandeurs d'asile utilisé en Irlande. 
Le système a été critiqué par les organisations de défense des droits humains comme étant illégal, inhumain et dégradant. Le système, géré par l'Agence d'accueil et d'intégration (RIA) du ministère de la Justice, offre aux résidents demandeurs d'asile un hébergement gratuit et une petite allocation. Les demandeurs d'asile bénéficiant de DP ont généralement droit à des soins médicaux financés par l'État et les enfants ont pleinement accès au système éducatif. Les demandeurs d'asile en Irlande reçoivent souvent de très petites quantités d'eau qui doivent être utilisées à la fois pour le nettoyage et la boisson. 85 % d'une enquête récente sur les demandeurs d'asile affirment qu'ils ne reçoivent pas suffisamment d'allocations pour vivre de leur vie et qu'il existe des règles très strictes sur les emplois que les demandeurs d'asile peuvent et ne peuvent pas obtenir. 50% d'une enquête récente menée dans un site de fourniture directe ont déclaré qu'ils se sentaient incapables de s'éloigner socialement des autres familles sur place. 46 % ont déclaré partager une salle de bains avec d'autres familles.

## Histoire
DP a été introduite à l'origine comme mesure d'urgence en 1999. En 2002, près de 12 000 demandes d'asile ont été déposées. Début 2014, il y avait 4 360 personnes en DP, plus de 3 000 personnes étant dans le système depuis deux ans ou plus. Dans le même temps, plus de 1 600 personnes ont passé cinq ans ou plus en prestation directe.
À la fin du mois d'avril 2020, environ 7 400 hommes, femmes et enfants vivaient dans les 38 centres DP de 17 comtés d'Irlande.

## Préoccupations relatives aux droits de l'homme
Le temps que les gens passent dans DP a été critiqué par les chiens de garde des droits de l'homme, la Commission irlandaise des droits de l'homme et de l'égalité qualifiant les retards subis par les demandeurs d'asile de « systémiques et pernicieux ».
Dans CA c. Ministre de la justice et de l'égalité et autres, il a été déclaré que la DP était « inhumaine et dégradante », affirmant que le système était illégal en vertu de la Constitution irlandaise et de la Convention européenne des droits de l'homme et de toutes les autres conventions internationales relatives aux droits de l’homme que s'est abonné à. Cette affaire a été vigoureusement défendue par l'État pour tous les motifs, y compris au motif qu'elle remplit les obligations de l'Irlande, qu'elle est globalement conforme (et dans de nombreux cas meilleure que) la situation dans d'autres États de l'UE, et qu'à une époque de appels concurrents pour des ressources limitées, il n'était pas possible pour l'État d'accorder le droit au travail, l'accès à une protection sociale complète et l'accès au logement social et / ou au supplément de loyer aux demandeurs d'asile.
Rendant son jugement le 14 novembre 2014, le juge Colm Mac Eochaidh s'est prononcé contre les appelants sur le point de fond du « traitement inhumain et dégradant », mais a invalidé à l'époque les règles relatives aux inspections de chambres inopinées; l'exigence de connexion ; l'obligation de notifier l'absence prévue; les règles relatives aux visiteurs et l'absence de procédure de réclamation indépendante. Ces points ont ensuite été abordés. Le rapporteur spécial du gouvernement irlandais sur la protection de l'enfance, Dr Geoffrey Shannon, l'a qualifié de « pauvreté institutionnalisée ». À partir d'avril 2020, les adultes reçoivent 38,80 € par semaine et les enfants 29,80 €. Certains centres ont des installations de cuisine, mais la majorité ont des salles à manger de style cantine. Celles-ci ont été critiquées à la fois pour la qualité de la nourriture et pour l'attitude des travailleurs de la cantine lorsqu'il s'agit de répondre à des besoins alimentaires spécifiques. De nombreux enfants demandeurs d'asile ont été envoyés seuls ici, tandis que certains sont nés dans la vie DP et c'est tout ce qu'ils ont jamais connu. En juin 2014, plus de 1 000 dossiers d'asile attendaient d'être entendus par la Haute Cour. L'Irish Refugee Council a signalé que les jeunes vivant dans les centres DP sont plus sujets à la dépression et au suicide, et dans le cas de trois jeunes en particulier, âgés de 11 à 17 ans, a déclaré « pour des raisons différentes, ces trois jeunes ont tous ont exprimé l'opinion qu'ils ne peuvent pas voir le but de la vie »[réf. nécessaire].
Selon les réponses aux débats parlementaires et à la RIA la majorité des adultes en DP ont vu leur demande d'asile initiale rejetée et font appel ou cherchent à rester en Irlande selon d'autres critères.
Le 31 octobre 2018, Donnah Sibanda Vuma a demandé au personnel du centre DP de Knockalisheen où elle résidait pour du pain et du lait pour son enfant malade. Le personnel a refusé et lui a dit qu'ils avaient des instructions strictes de ne pas donner de nourriture en dehors des heures de cantine. Le ministère de la Justice a déclaré que l' Agence d'accueil et d'intégration a déclaré que c'était à cause d'une mauvaise communication impliquant un nouveau membre du personnel. Le ministère de la Justice a qualifié ce qui s'est passé de «regrettable». Donnah Vuma a vécu au centre avec ses enfants pendant quatre ans et avait précédemment critiqué les centres DP pour avoir refusé d'autoriser les résidents à utiliser les installations de cuisine.
En 2020, DP a été largement critiqué comme n'étant pas propice aux restrictions COVID-19 sur la distanciation sociale, l'auto-isolement et le cocooning pour ceux qui vivent dans ses centres. En particulier, des groupes ont souligné l'impact sur les enfants lorsqu'il n'y a pas d'accès aux espaces extérieurs ou de loisirs, et les installations partagées avec de nombreux autres résidents. Certains groupes de défense tels que le Mouvement des demandeurs d'asile en Irlande ont été impliqués dans des manifestations et des manifestations de Black Lives Matter en Irlande soulignant le traitement des personnes de couleur dans la prestation directe. Le Taoiseach Leo Varadkar a répondu en déclarant qu'il n'y avait pas de comparaison directe entre la mort de Noirs aux États-Unis et les expériences de ceux qui vivaient dans DP.

## Santé
Dans le système de DP, les réfugiés qui demandent l'asile en Irlande ont accès à des cartes médicales (qui sont également attribuées aux personnes à faible revenu en Irlande). Ces cartes permettent aux particuliers de recevoir gratuitement leurs soins médicaux et leurs ordonnances. Cependant, étant donné que de nombreux demandeurs d'asile souffrent de problèmes de santé mentale et de préoccupations en plus des problèmes de santé qu'ils peuvent avoir, les chercheurs recommandent aux demandeurs d'asile en DP d'avoir accès à une équipe de soins multidisciplinaire supervisant leurs soins.
Les demandeurs d'asile sont plus susceptibles de souffrir de certains problèmes de santé mentale que la population générale. Un article de 2009 de l'Irish College of Psychiatrists a déclaré que les migrants et les demandeurs d'asile en Irlande sont 10 fois plus susceptibles de souffrir de TSPT et 3 fois plus susceptibles de souffrir de psychose. 53 % des demandeurs d'asile de Direct Provision ont déclaré avoir été torturés avant leur arrivée en Irlande. Les personnes en DP sont également confrontées à une variété de facteurs de stress qui ne sont pas aussi répandus dans la population générale, notamment: le statut juridique, le sentiment de ne pas être en mesure de parent correctement (en raison du manque d'emploi et de l'incapacité de fournir un transport pour leurs enfants), en mesure d'avoir un emploi, l'incertitude sur les transferts involontaires, les barrières linguistiques, ne pas pouvoir avoir accès à la nourriture à un moment où la cantine n'est pas ouverte, l'état nutritionnel de la nourriture qui est préparée pour eux, la discrimination et la séparation de leurs familles ou des membres de la famille. Des psychologues irlandais ont déclaré que le système de DP allonge la période des expériences traumatisantes pour les personnes en DP.
En raison de l'environnement dans les centres de fourniture directe, les enfants vivant dans le DP sont plus susceptibles de rencontrer des problèmes liés à la surpopulation. Il a été rapporté que les enfants en DP sont plus susceptibles de présenter des brûlures et des maladies liées au stress que les enfants de la population irlandaise générale. De plus, en raison d'une combinaison de pauvreté, de privation, d'isolement social et d'un environnement stressant à la maison, les enfants et les adolescents en DP sont susceptibles de connaître une mauvaise santé mentale. Les enfants en DP vivent l'isolement social en raison des heures de repas strictes, de l'incapacité de participer à des activités parascolaires, des visiteurs interdits des centres de DP et du manque de transport vers et depuis les maisons d'amis. Il a également été rapporté que les enfants en DP vivent l'isolement social en raison de la stigmatisation, du racisme et du harcèlement. Les enfants qui sont seuls et qui s'ennuient autant dans le DP sont plus susceptibles de souffrir de dépression, et il est possible que les enfants qui se développent dans un environnement traumatisé souffrent de troubles cognitifs. Les enfants ont besoin d'un environnement qui soit à la fois physiquement et émotionnellement sûr pour exceller. Les professionnels de la santé ont fait valoir qu'un environnement avec des professionnels et du personnel insuffisamment formés, la violence physique, le manque de surveillance des enfants et le contact étroit de nombreuses familles avec de jeunes enfants avec des adultes inconnus ne sont pas l'environnement sûr dont les enfants ont besoin.
Le partage de chambre et les contacts étroits en DP exposent les demandeurs d'asile et le personnel au risque de contracter le COVID-19. De nombreux demandeurs d'asile ont indiqué qu'il leur était difficile de suivre des mesures de distanciation sociale lorsqu'ils partageaient des équipements tels que des chambres et des salles de bains avec des membres non membres de leur famille. De plus, étant donné que les personnes en prestation directe qui sont capables de travailler occupent souvent des emplois à faible revenu avec des conditions qui ne sont pas idéales pour la distanciation sociale (comme les usines de conditionnement de viande), les travailleurs et les autres personnes de leurs centres DP contracter des maladies hautement transmissibles. Les sites DP à Kildare et Cahersiveen ont démontré à quelle vitesse des maladies contagieuses telles que le virus COVID-19 peuvent se propager lorsque de nombreuses personnes dans un petit centre sont en contact étroit.

## Opposition
Les protestations directes liées à la fourniture de services ont pris la forme à la fois de protestations générales contre le système DP et de protestations localisées contre les différents centres DP proposés,. Les premiers sont généralement organisés par le Mouvement des demandeurs d'asile en Irlande (un groupe de défense des demandeurs d'asile) et des groupes antiracistes, tandis que les seconds ont été accusés de racisme et ont vu l'implication de groupes d' extrême droite,,.
Les groupes d'extrême droite, dans le cadre de leur politique xénophobe, encourageaient les gens à s'opposer aux centres de DP depuis quelques années, sans grand succès. Cependant, en novembre 2018, un centre DP proposé a été incendié à Moville. En février suivant, des manifestations contre un centre DP proposé à Rooskey ont vu un autre incendie criminel sur un centre DP proposé. En septembre 2019, Oughterard a connu la plus grande manifestation jamais organisée contre un centre proposé du DP, bloqué nuit et jour pendant trois semaines,. Une autre manifestation 24/7 a commencé sur l'île d'Achill le mois suivant, qui s'est poursuivie jusqu'en 2020, la plus longue manifestation jamais organisée contre un centre de DP,. Les projets d'hébergement des demandeurs d'asile dans ces quatre endroits ont été abandonnés. Bien qu'il y ait eu de petites manifestations contre les centres de DP depuis Achill, aucune n'a réussi.